# Relaciones Perú-Ucrania
Las relaciones Perú-Ucrania (en ucraniano: Перуансько-Українські відносини) hacen referencia a las relaciones internacionales entre la República del Perú y Ucrania, ambas repúblicas soberanas miembros plenos de la Organización de Naciones Unidas. 

## Historia
Durante el siglo XX, las relaciones bilaterales entre estos dos países se mantenían entre Perú y la Unión Soviética desde el gobierno central en Moscú. Desde la Declaración de Independencia de Ucrania tras la disolución de la Unión Soviética en 1991, Perú reconoció oficialmente a Ucrania como estado soberano, estableciendo relaciones diplomáticas con el país de Europa oriental el 7 de mayo de 1992.
En materia de visitas oficiales, los más altos cargos que han visitado un país en el otro son sus respectivos ministros de Relaciones Exteriores. En marzo de 2003, el ministro de Relaciones Exteriores del Perú, Allan Wagner, realizó una visita de trabajo a Ucrania; mientras que su contraparte, el Secretario de Estado del Ministerio de Asuntos Exteriores de Ucrania, Volodímir Yelchenko, realizó una visita de trabajo al Perú en abril del mismo año.
Con respecto a reconocimientos internacionales, en 2007 Perú fue el noveno país del mundo y uno de los primeros países de América Latina en condenar como genocidio el Holodomor ocurrido en Ucrania. En marzo de 2022, el representante permanente de Perú en las Naciones Unidas condenó la Invasión rusa de Ucrania, formando parte de los 141 países que votaron a favor en la Resolución ES-11/1 de la Asamblea General de las Naciones Unidas.
Ambas naciones han suscrito múltiples acuerdos de cooperación económica, tecnológica y de otros ámbitos. Las fuerzas armadas peruanas y ucranianas han suscrito acuerdos de cooperación en materia militar. En 2019, el Estado de Ucrania a través de la corporación Ukroboronprom, se adjudicó una licitación pública para vender aviones al Estado Peruano.
Existe una pequeña comunidad de ucranianos y descendientes de ucranianos en el país sudamericano, cuya mayoría reside en Lima, la capital nacional y ciudad más poblada, así como también existe una comunidad residente de peruanos en Ucrania, quienes se concentran en su capital nacional, Kiev.

## Misiones diplomáticas
- Perú tiene un consulado honorario en Kiev concurrente de la embajada peruana en Varsovia, Polonia.
- Ucrania tiene una embajada en Lima.